# ロビンソン R22
|  |  |  |
|  |  |  |

|  |  |  |
|  |  |  |

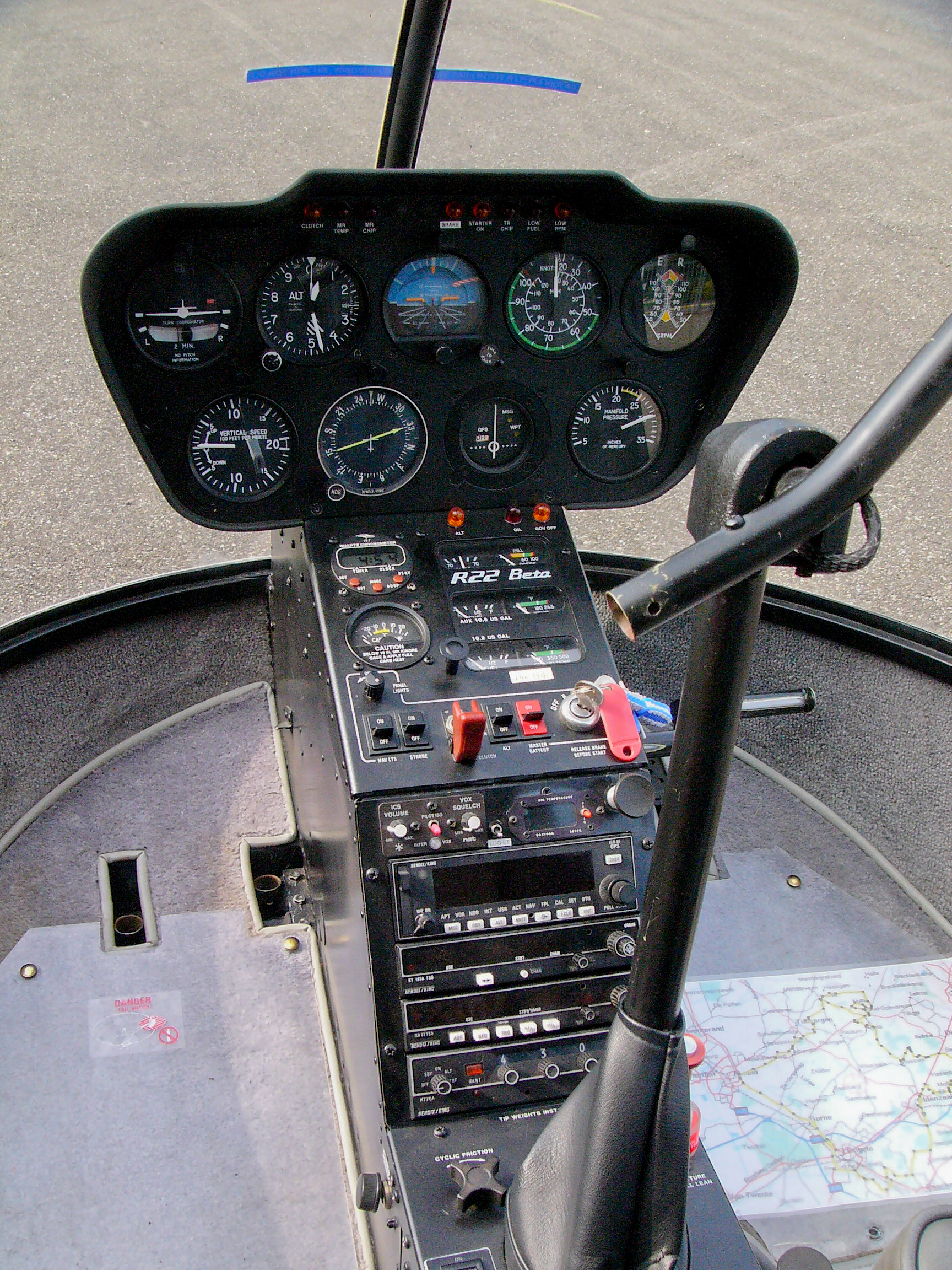
計器、無線機、操縦桿

ロビンソン R22（Robinson R22）は、アメリカ合衆国の航空機メーカーであるロビンソン・ヘリコプターが開発・量産している2座席のレシプロエンジン・ヘリコプターである。1973年より開発が開始され、初飛行は1975年8月28日である。2012年までに4,400機以上が生産された。

## 概要
1973年にフランク・ロビンソンによって設立されたロビンソン・ヘリコプターが開発した、複座ヘリコプターである。量産開始は1979年。取得費用と維持費用が廉価であるため、ヘリコプターのなかでも世界中でベストセラーであり、4,000機以上が販売されている。価格は2023年時点で36～38万ドルである。またベストセラーであるため中古の機体も多く出回っており、旧モデルであれば約4万ドルから入手できる。
多くは民間機であるが、一部軍隊や警察が運用する機体もある。さまざまな派生型があるほか、座席数が異なるR44とR66もある。

## 機体
単発のレシプロエンジン機であり、エンジンは胴体後部にある。メインローターは2翅のセミリジット・シーソー方式で、胴体上方に突き出して設置されている。
機体色や内装など様々なオプションが提供されており、公式サイトからオンラインで見積もりが可能である。
R22は安価であることから多くの飛行訓練学校で採用されており、訓練生が初めて操縦する初級練習機としての採用が多い。操縦は比較的シビアだとされており、全体的に操縦装置が機敏で、サイクリックレバーを少し倒すだけでも機体が大きく反応する。また、飛行中はサイクリックレバーが左方向に引っ張られるため、パイロットが常時これを中央に保持する必要がある（ただし、レバーを右に押し出すトリムが搭載されており、左右に関してはある程度の疲労が軽減される）。加えて半関節型メインローターであるため、急激な操縦はマストバンピングを引き起こす可能性がある。
メインローターが軽量で、エンジン停止時はほかのヘリコプターに比べると急激にローター回転数が低下するという特徴がある。

## 運用国

### 軍用
- ドミニカ共和国 - 2024年時点で、ドミニカ共和国陸軍が4機のR22を保有[4]。

## 性能要目
- 超過禁止速度(密度高度3000 ftまで)：102 kt(188.9 km/h)
- 最大航続速度：83 kt(153.7 km/h)
- 搭載エンジン：ライカミング O-360もしくはO-320またはbei Beta II A2BまたはA2C 4気筒124 馬力（93 キロワット）　仕様:4気筒、水平対向、オーバー・ヘッド・バルブ、空冷、気化器式、ウェット・サンプ式潤滑方式
- 航続距離：556 km
- 最大運用密度高度：14,000 ft(4,267 m)
- 最大積載燃料(ブラダー無タンク)：116 リットル(使用可112リットル)
- 最大積載燃料(ブラダータンク)：106 リットル(使用可100 リットル)
- 最小全備重量：920 Ib(417 Kg)
- 最大全備重量：1370 Ib(622 Kg)
- 全長：8.75 m
- 高さ：2.71 m
- 回転翼直径：7.68 m
- 座席数：2
- 販売価格（2007年当時）：210,000アメリカ合衆国ドル